# San Blas (stacja metra)
San Blas – stacja początkowa metra w Madrycie, na linii 7. Znajduje się w dzielnicy San Blas-Canillejas, w Madrycie i zlokalizowana jest pomiędzy stacjami Simancas i Las Musas. Została otwarta 17 lipca 1974.